# Zastavna pravica
Zastavna pravica je pravica zastavnega upnika, da se zaradi neplačila zavarovane terjatve ob njeni zapadlosti poplača skupaj z obrestmi in stroški iz vrednosti zastavljenega predmeta pred vsemi drugimi upniki zastavitelja.

## Nastanek
- zakon - zakonita zastavna pravica nastane z izpolnitvijo zakonskih pogojev in ni vpisana v zemljiško knjigo, temveč velja učinek erga omnes po samem zakonu
- sodna odločba
- pravni posel - sklenitev zastavne pogodbe, ki mu sledi primeren razpolagalni pravni posel glede na predmet zastave

## Predmet
Predmet zastavne pravice je lahko
- stvar, ki jo je moč prodati
- vrednostni papir
- druga premoženjska pravica

Zastavna pravica se razlikuje glede na predmet:
- Hipoteka - Zastavna pravica na nepremičninah
- Zastavna pravica na drugih predmetih
  - Ročna zastava (pignus)
  - Neposestna zastavna pravica
  - Zastavna pravica na premoženjskih pravicah
    - na terjatvi
    - na vrednostnem papirju
    - na drugih premoženjskih pravicah